# Paradoks glasovanja
Paradoks glasovanja koji se također zove Downsov paradoks, ime je za paradoks koji postoji kod racionalnog, samo zainteresiranog glasača u kojem je cijena ili gubitak glasovanja veća od koristi koji oni iz toga izvlače. Objašnjenje ovog paradoksa jest da je ključni glas (onaj prevažući glas +1 glas od 50%) toliko rijedak, da osobe koje važu vrijednost koji oni dobivaju ono što dobiju s glasovanjem je toliko mala da oni ne izlaze na glasovanje. Ovaj paradoks je prisutan u mnogim zemljama u kojima je glasovanje neobvezno. 

## Povijest
Nicolas de Condorcet je u svom izlaganju 1793. godine "u jednokružnim izborima, ima mnogo glasača, u kojem utjecaj glasa svakog glasača je toliko malen. Tada postoji mogućnost u kojem neki građanin izgubiti zanimanje (za glasovanje)"... mi svi znamo da to zanimanje (koje glasač ima za izbore) opada sa svakim pojedincom (glasačem) i njihovim utjecajme na izbore kada je veliki odaziv glasača".